# Попытка № 5 (пісня)
«Попытка № 5» (укр. «Спроба № 5») — перший сингл російськомовного гурту «ВІА Гра», який надалі був включений у дебютний альбом «Попытка № 5».
Відеокліп
Дебютний кліп гурту «ВІА Гра». Саме з цього кліпу починається історія групи.
Відеокліп на пісню «Попытка № 5» знімався навесні 2000 року в Києві.

Учасники запису:
- Альона Вінницька
- Надія Грановська

Режисер кліпу — Макс Паперник.

## В культурі
Гурт згадується у критичному контексті у романі «Записки українського самашедшого» Ліни Костенко, зокрема там є згадка про пісню «Попытка номер пять».

## Цікавий факт
У 2015 році користувачі соцмереж підмітили схожість слів пісні з подіями української політики.